# Catalogue of Nebulae and Clusters of Stars

Le Catalogue of Nebulae and Clusters of Stars (abrégé CN) est un catalogue astronomique de nébuleuses publié pour la première fois en 1786 par William Herschel, avec l'aide de sa sœur Caroline Herschel. Il a ensuite été étendu dans le General Catalogue of Nebulae and Clusters of Stars (GC) par son fils, John Herschel. Le CN et le GC sont les précurseurs du New General Catalogue (NGC) de John Louis Emil Dreyer utilisé par les astronomes actuels.

## Histoire
Le Catalogue of Nebulae and Clusters of Stars a été publié pour la première fois en 1786 par William Herschel dans les Philosophical Transactions of the Royal Society of London. En 1789, il ajouta 1 000 autres entrées, et finalement 500 autres en 1802, portant le total à 2 500 entrées. Ce catalogue est à l'origine de l'utilisation de lettres et de numéros de catalogue comme identificateurs. Le « H » majuscule suivi du numéro d'entrée de catalogue représentait l'article.
En 1864, le CN fut étendu pour devenir le General Catalogue of Nebulae and Clusters of Stars (GC) par John Herschel, le fils de William. Le GC contenait 5 079 entrées. Plus tard, une édition complémentaire du catalogue a été publiée à titre posthume en tant que General Catalogue of 10,300 Multiple and Double Stars. Le petit « h » suivi du numéro d'entrée de catalogue représentait l'objet catalogué.
En 1878, John Louis Emil Dreyer a publié un supplément au catalogue général. En 1886, il a suggéré de construire un deuxième supplément au General Catalogue, mais la Royal Astronomical Society a demandé à Dreyer de compiler une toute nouvelle version. Cela a conduit à la publication du New General Catalogue (NGC) en 1888, ainsi que de ses deux extensions, qui constituent l'Index Catalogue (IC), en 1895 et 1908.